# 下間蓮崇
下間 蓮崇（しもつま れんそう、生年不詳 - 明応8年3月28日（1499年5月8日））は室町時代後期の浄土真宗本願寺派の僧。安芸法眼。
下間の姓は後に名乗ったものであり下間氏一門との血縁関係はない。

## 生涯

### 本願寺帰依まで
越前国浅水（現福井県福井市麻生津）の住人。本願寺派に帰依する前は姓は阿毛、名は心源を名乗っていた。
文明の頃、高野山へ参拝しようとした際、和田本覚寺の門徒に高野山ではなく本願寺に参詣することを勧められたのが縁で説法を聴取した所、その教えに感銘を受けて蓮如の教えに帰依し、『蓮崇』の名を与えられた。

### 吉崎門徒の中心に
文明3年（1471年）に蓮如が本拠を越前の吉崎御坊に置いたのを機に吉崎へと通うようになった。初め、蓮崇は文盲であったが仮名文字の書写から始め、次に漢文を習い、やがて聖教の書写までも短期間のうちに身に付け、その才学は蓮如の目に止まり下間玄英の側近として蓮如に仕えるようになったが、やがて更に蓮如の信任を得て玄英すら凌ぎ奏者としての立場を独占し、下間姓も称するに至った。
蓮如の側近の座に付いた蓮崇は、蓮如自らが全国の門徒に簡潔に教義を噛み砕いた御文を発信して教線拡大に用いる事を提案し、北陸地方における本願寺教団の勢力拡大に大いに貢献した。また、蓮如側近の立場から蓮崇も御文や六字名号を代筆して門末の寺院に下す事で吉崎で蓮如に次ぐ地位を盤石としていった。
文明5年（1473年）に蓮崇はこれまでの蓮如の御文を写し1帖にまとめた蓮崇本御文を作ったが、この本の編集に当たって巻頭に蓮如が端書を加え、更に自筆の御文二通を追加するなど寵愛を受けていた。

### 破門
しかし文明7年（1475年）8月の蓮如の吉崎退去よりしばらく後、蓮崇は突如として破門され、それまで教団内で築き上げた地位を全て失う。
『拾塵記』によると同年3月、加賀守護・富樫政親に敗れ越中へと退避していた湯涌一揆の指導者・洲崎慶覚が、加賀への復帰を目指し、守護方との和親仲介を求めて吉崎を訪れた。これに応対した蓮崇は蓮如の命と偽り、富樫を倒すため再び一揆を起こすよう唆した。その結果、守護方の一揆弾圧が激化し、やがて蓮如が吉崎を退去する事態に至ったことで、蓮崇がその責を負ったと説明されている。

### 破門後
破門後の蓮崇については発給書状などは存在しておらず、動向には不明な点が多い。
『拾塵記』や『空善聞書』、『実悟旧記』の記述に寄ると、破門後もしばらく湯涌村に篭っていたが退去に追い込まれ、越前などに落ち延びたとされるがその後は長らく行方知れずとなった。しかし、ある時蓮崇は細川政元を仲介に立てて蓮如に罷免を申し入れたものの、門徒ではなく権力者を間に立てて許しを請う姿勢を蓮如に非難され、許されることは無かった。
蓮崇は次は蓮如に死が迫った明応8年（1499年）2月頃に姿を表し、山田光教寺などの加賀三ヶ寺に蓮如への謝罪の取り次ぎを頼み込んだが誰にも相手にされなかった。しかし3月20日に今度は病床の蓮如が使いを寄越して蓮崇を呼び出し、直々に勘当を解いた。その5日後の25日に蓮如は死亡し、翌26日の葬儀に蓮崇も参列していたが、その2日後の28日に蓮崇も急逝し「不思議な因縁である」と人々は噂したという。

## 破門の経緯について
蓮崇破門について、後世実悟などは徹底して蓮如を平和主義者として描き、蓮崇をその意向を無視して独断で一揆を先導した悪党として描いている。
しかしながら、近年辻川達雄などは蓮如が文明5年（1473年）に発した御文で「仏法のため、一命を惜しまずに合戦に及ぶことに衆議が一決した。」と書いている事や、文明6年（1474年）にも蓮如が一揆を扇動し、なおかつ武器の買い入れなども行っている事を示す書状が存在することを指摘しており、むしろ蓮崇は蓮如の意向に忠実に従っただけであったのではないかとする説を唱えている。